# Бюзумер-Дайххаузен
Бюзумер-Дайххаузен (нем. Büsumer Deichhausen) — община в Германии, в земле Шлезвиг-Гольштейн. 
Входит в состав района Дитмаршен. Подчиняется управлению КЛьГ Бюзум.  Население составляет 332 человека (на 31 декабря 2010 года). Занимает площадь 2,87 км².